# The Endless River
Pour l’article homonyme, voir The Endless River (film).
Albums de Pink Floyd
The Division Bell
(1994)
Singles
1. Louder Than Words
Sortie : 14 octobre 2014
2. Allons-y (Part 1)
Sortie : 3 novembre 2014

The Endless River est le quinzième et dernier album studio de Pink Floyd, sorti le 10 novembre 2014, le troisième depuis le départ de Roger Waters. Le 5 juillet 2014, Polly Samson (parolière des albums The Division Bell et On an Island, et épouse du guitariste et chanteur David Gilmour), a annoncé sur Twitter un nouvel album de Pink Floyd. Le même mois, le journal britannique The Guardian annonce que les nouveaux enregistrements devraient être principalement instrumentaux. Cependant, David Gilmour a changé ses plans en décidant d'introduire des enregistrements vocaux sur une chanson. Des séances de claviers enregistrées par Richard Wright, mort en 2008, sont également utilisées.
Malgré des critiques mitigées, voire négatives,,, cet album-concept connaît d'emblée un très grand succès commercial et se classe numéro un dans vingt pays, dont le Royaume-Uni et la France où il est disque d'or dès la première semaine puis double disque de platine en 4 mois, ses ventes ont ainsi dépassé les 2,5 millions d'exemplaires en 2014 (soit la 9e meilleure vente mondiale).
Aucune tournée de promotion de l'album n'a été organisée,.

## Historique
Après le départ de Roger Waters en 1985, David Gilmour devient l'unique leader du groupe comportant alors le batteur Nick Mason et renforcé par le retour de Richard Wright aux claviers en 1987. Le groupe enregistre deux albums studio sous la direction de Gilmour : A Momentary Lapse of Reason en 1987, et The Division Bell en 1994, avant de se séparer en 1996 pour s'investir à plein temps dans des carrières solos.
Le groupe se reforme plusieurs fois pour des concerts à partir de 1996, dont le fameux concert Live 8 qui a lieu le 2 juillet 2005 à Hyde Park et réunit les quatre musiciens pour la première fois depuis le départ de Waters en 1985. Bien que l'idée d'une reformation du groupe soit définitivement abandonnée en 2008 à la mort de Richard Wright, un nouvel album est annoncé officiellement le 7 juillet 2014, pour une sortie en octobre reprenant surtout des enregistrements des séances de l'album précédent (The Division Bell). Roger Waters , qui a quitté officiellement le groupe en 1985, n'a pas participé à l'album.

## Enregistrement
The Endless River est basé sur des enregistrements provenant des séances de 1993 et 1994 (The Division Bell), celles qui se déroulent aux studios Britannia Row et à bord de l'Astoria, là où sont enregistrés les albums A Momentary Lapse of Reason de Pink Floyd et On an Island de David Gilmour.
À l'origine, selon le batteur Nick Mason, le groupe veut faire un album instrumental de musique ambiante intitulé The Big Spliff, qui sera finalement abandonné. Cependant, cinq ans après la mort de Richard Wright, David Gilmour et Nick Mason décident de reprendre les séances de The Big Spliff pour faire un nouvel album, qui s'intitulera finalement The Endless River (expression tirée de l'avant-dernière strophe de la chanson High Hopes). Au départ, The Endless River devait être un album instrumental, mais finalement, avec des paroles de sa conjointe Polly Samson, David Gilmour décide de chanter sur la dernière pièce, Louder than Words. De nouvelles partitions de claviers et de piano de Richard Wright, mort quelques années auparavant, dont une datant de 1969 à l'orgue du Royal Albert Hall (Autumn '68), sont réutilisées dans l'album pour lui rendre hommage.
Sur la pièce Talkin' Hawkin', on a repris le même principe que sur la chanson Keep Talking de l'album The Division Bell (1994) sur lequel on avait échantillonné la voix numérique de Stephen Hawking.

## Caractéristiques artistiques

### Concept et description de l'album
The Endless River est un album qui se veut comme une symphonie rock en quatre parties, dites "mouvements". Ceux-ci sont une succession de morceaux de musique principalement ambient et instrumentales qui s'enchainent, dépendantes des unes des autres, formant ainsi des "variations" aux "mouvements", et ne peuvent être considérées comme des chansons à part entières (à l'exception de Louder than Words),. C'est pour cette raison qu'il n'y a pas d'article détaillé sur les morceaux de l'album (contrairement aux autres albums du groupe) sur Wikipédia.
Sur le modèle de l'album Wish You Were Here, hommage à Syd Barrett publié en 1975, The Endless River se veut un hommage à Rick Wright, claviériste du groupe, mort en 2008.
Gilmour a déclaré : « Sans aucune excuse, c'est pour la génération qui veut mettre ses écouteurs, se poser, et profiter avec un morceau de musique pendant une période prolongée. On pourrait dire que ce n'est pas pour la génération qui télécharge les chansons individuelles sur iTunes." Mason a décrit l'album comme un hommage à Wright : « Je pense que ce disque est un bon moyen de reconnaître une grande partie de ce qu'il fait et comment son jeu était au cœur du son de Pink Floyd. En réécoutant les sessions, cela m'a vraiment fait comprendre à quel point il était un musicien spécial. »
Louder than Words qui clôt le quatrième mouvement et l'album est le seul morceau chanté. Samson a écrit les paroles après avoir observé l'interaction du groupe lors des répétitions de leur réunion au Live 8 en 2005, leur première performance avec Waters depuis plus de 24 ans. Elle a déclaré : "Ce qui m'a frappé, c'est qu'ils n'ont jamais parlé... Ce n'est pas hostile, ils ne parlent tout simplement pas. Et puis ils montent sur scène et musicalement, cette communication est extraordinaire." Le titre de l'album est tiré des paroles du dernier morceau de The Division Bell, High Hopes : "The water flowing / The endless river / For ever and ever" ("L'eau qui coule / La rivière sans fin / Pour toujours et à jamais"). Gilmour a déclaré que cela suggérait une continuité entre les enregistrements.
Le premier mouvement s'ouvre sur la variation Things Left Unsaid, puis s'enchaine sur It's What We Do et se termine sur Ebb and Flow.
Le second mouvement est composé des variations Sum, Skins, Unsung et Anisina. Sur la dernière variation, qui signifie "mémoire" en turc, le groupe rend hommage au claviériste, absent de l'enregistrement.
Le troisième mouvement débute par les variations The Lost Art of Conversation, On Noodle Street et Night Light. Ce mouvement continue avec les deux parties Allons-y (fortement inspirés de Run Like Hell sur The Wall en 1979) qui ouvre et referme la variation Autumn '68. Cette dernière est un enregistrement de Rick Wright sur le grand orgue du Royal Albert Hall datant du 26 juin 1969. Le troisième mouvement se termine sur Talkin' Hawkin' qui, à l'instar de Keep Talking vingt ans plus tôt, reprend un enregistrement des propos du scientifique Stephen Hawking sur la communication.
Le quatrième et dernier mouvement s'ouvre sur l'ambient Calling, puis revient à l'ère A Saucerful of Secrets en 1968 avec Eyes of Pearls, avant d'arriver sur un rappel aux ambiances acoustiques de The Division Bell avec Surfacing. Ce mouvement se termine avec la véritable chanson Louder than Words.

### Pochette et disque
La pochette d'Endless River, dévoilée le 22 septembre 2014, représente un jeune homme dirigeant un canot de la Tamise à travers une mer de nuages vers le soleil,. Après la mort de Storm Thorgerson, artiste de longue date de Pink Floyd, en 2013, Pink Floyd a collaboré avec Aubrey Powell, cofondateur de la société de design Hipgnosis de Thorgerson. Powell a découvert l'artiste égyptien Ahmed Emad Eldin, âgé de 18 ans, et lui a demandé d'utiliser le concept de son œuvre Beyond the Sky pour The Endless River. Eldin était un fan de Pink Floyd et a accepté avec enthousiasme. Powell a estimé que le concept d'Ahmed avait « une résonance floydienne instantanée » et l'a décrit comme « énigmatique et ouvert à l'interprétation ». L'illustration finale est une reconstitution du travail d'Eldin par la société de design londonienne Stylorouge. Powell a estimé que la pochette résumait le titre et la musique et était appropriée pour l'enregistrement sur la Tamise.
The Endless River est également sorti en éditions « deluxe » sur DVD et Blu-ray, contenant un livre cartonné de 24 pages, des cartes postales et un disque bonus de trois titres supplémentaires (TBS9, TBS14 et Nervana) issus des chutes du projet The Big Spliff en 1993 et six vidéoclips,. L'édition DVD comprend l'album en son Dolby Digital et DTS 5.1, ainsi qu'une version stéréo 48 kHz/24 bits. Le Blu-ray a DTS Master Audio et PCM, 96/24 5.1 surround et une version PCM stéréo 96/24.

## Liste des chansons
Sur l'album, les morceaux sont divisés en quatre faces de vinyles formant chacun un "mouvement". Les titres de l'album comportent tous un numéro de face correspondant au "mouvement" en question et au numéro de la partie correspondant à la "variation". Ex. : "Side 1 Pt. 1 : Things Left Unsaid".
| 1. | Things Left Unsaid | David Gilmour, Richard Wright | 4:26 |
| 2. | It's What We Do    | Gilmour, Wright               | 6:15 |
| 3. | Ebb and Flow       | Gilmour, Wright               | 1:52 |

| 4. | Sum     | Gilmour, Nick Mason, Wright | 4:50 |
| 5. | Skins   | Gilmour, Mason, Wright      | 2:32 |
| 6. | Unsung  | Wright                      | 1:06 |
| 7. | Anisina | Gilmour                     | 3:10 |

| 8.  | The Lost Art of Conversation | Wright          | 1:43 |
| 9.  | On Noodle Street             | Gilmour, Wright | 1:42 |
| 10. | Night Light                  | Gilmour, Wright | 1:42 |
| 11. | Allons-y (1)                 | Gilmour         | 1:56 |
| 12. | Autumn '68                   | Wright          | 1:37 |
| 13. | Allons-y (2)                 | Gilmour         | 1:35 |
| 14. | Talkin' Hawkin'              | Gilmour, Wright | 3:26 |

| 15. | Calling           | Gilmour, Anthony Moore | 3:38 |
| 16. | Eyes to Pearls    | Gilmour                | 1:52 |
| 17. | Surfacing         | Gilmour                | 2:47 |
| 18. | Louder than Words | Gilmour, Polly Samson  | 6:25 |

## Personnel
| Pink Floyd - David Gilmour – chant, guitares, basse, claviers - Nick Mason – batterie, percussions - Richard Wright (†) – claviers, piano Musiciens additionnels - Guy Pratt et Bob Ezrin – basse - Jon Carin et Damon Iddins – claviers additionnels - Gilad Atzmon – saxophone - Durga McBroom – chœurs - Louise Clare Marshall – chœurs - Sarah Brown – chœurs Invité Spécial - Stephen Hawking : voix sur Talkin' Hawkin' | Production - David Gilmour – Producteur - Phil Manzanera – Coproducteur - Martin Glover – Coproducteur - Andy Jackson – Ingénieur du son |

## Réception

### Accueil critique
The Endless River a reçu des critiques allant de mitigées, voire négatives, à positives de la part de la presse. Pour Metacritic, qui lui a assigné une note normalisée sur 100 à partir des critiques, l'album a obtenu un score moyen de 58, basé sur 24 avis.

### Accueil commercial
Album le plus précommandé sur Amazon avant sa sortie, The Endless River se place en tête des ventes en Grande-Bretagne et dépasse même le record des ventes d'album lors de la première semaine de sortie outre-Manche en 2014, avec 139 000 exemplaires vendus.
En France, The Endless River entre directement à la première place des charts et s'écoule à 68 313 exemplaires en première semaine. C'est le meilleur démarrage de l'année pour un disque original en 2014. L'album est également numéro 1 dans dix-huit autres pays.

## Classements
| Pays                               | Durée du classement | Meilleure position | Date             |
| ---------------------------------- | ------------------- | ------------------ | ---------------- |
| Allemagne (Media Control AG)       | 29 semaines         | 1er                | 21 novembre 2014 |
| Australie (ARIA Charts)            | 13 semaines         | 3e                 | 23 novembre 2014 |
| Autriche (Ö3 Austria Top 40)       | 12 semaines         | 1re                | 21 novembre 2014 |
| Belgique (V) (Ultratop)            | 62 semaines         | 1er                | 15 novembre 2014 |
| Belgique (W) (Ultratop)            | 67 semaines         | 1er                | 15 novembre 2014 |
| Canada (Canadian Albums)           | 10 semaines         | 1er                | 29 novembre 2014 |
| (Track Top-40)                     | 9 semaines          | 1er                | 21 novembre 2014 |
| Espagne (Promusicae)               | 21 semaines         | 6e                 | 16 novembre 2014 |
| États-Unis (Billboard 200)         | 11 semaines         | 3e                 | 29 novembre 2014 |
| Finlande (Suomen virallinen lista) | 11 semaines         | 4e                 | 16 novembre 2014 |
| France (SNEP)                      | 30 semaines         | 1er                | 22 novembre 2014 |
| Italie (FIMI)                      | 60 semaines         | 1er                | 20 novembre 2014 |
| Norvège (VG-lista)                 | 14 semaines         | 1er                | 16 novembre 2014 |
| Nouvelle-Zélande (NZ Top40)        | 19 semaines         | 1er                | 17 novembre 2014 |
| Pays-Bas (Mega Album Top 100       | 45 semaines         | 1er                | 15 novembre 2014 |
| Portugal (AFP Top 30)              | 39 semaines         | 1er                | 16 novembre 2014 |
| Royaume-Uni (UK Albums Chart)      | 19 semaines         | 1er                | 22 novembre 2014 |
| Suède (Veckolista album)           | 11 semaines         | 1er                | 21 novembre 2014 |
| Suisse (Schweizer Hitparade)       | 22 semaines         | 1er                | 16 novembre 2014 |

| Pays                                  | Meilleure position |
| ------------------------------------- | ------------------ |
| Argentine (CAPIF)                     | 5e                 |
| Brésil (ABPD)                         | 4e                 |
| Corée du Sud (Gaon Album Chart)       | 4e                 |
| Croatie (HDU- Toplista)               | 1er                |
| Grèce (Official IFPI Charts)          | 1er                |
| Hongrie (Top 40 album)                | 3e                 |
| Irlande (Irish Albums Chart)          | 1er                |
| Israël (Albums Chart)                 | 1er                |
| Japon (Oricon)                        | 7e                 |
| Pologne (Top 50 album)                | 1er                |
| République tchèque (Top 50 album)     | 1er                |
| Royaume-Uni (UK Rock and Metal Chart) | 1er                |

## Certifications
| Pays             | Certification | Ventes    | Date             |
| ---------------- | ------------- | --------- | ---------------- |
| Allemagne        | 3 × Or        | 300 000 + | 2015             |
| Australie        | Platine       | 70 000 +  | 2 février 2015   |
| Autriche         | Or            | 7 500 +   | 21 novembre 2014 |
| Belgique         | Or            | 10 000 +  | 21 novembre 2014 |
| Canada           | Platine       | 100 000 + | 19 décembre 2014 |
| Danemark         | Or            | 10 000 +  | 5 décembre 2014  |
| États-Unis       | Or            | 500 000 + | 22 janvier 2015  |
| France           | 2 × Platine   | 250 000 + | 8 avril 2015     |
| Italie           | 4 × Platine   | 200 000 + | 2015             |
| Nouvelle-Zélande | Platine       | 15 000 +  | 15 décembre 2014 |
| Pologne          | 3 × Platine   | 60 000 +  | 14 janvier 2015  |
| Royaume-Uni      | Platine       | 300 000 + | 12 décembre 2014 |
| Suède            | Or            | 20 000 +  | 2014             |
| Suisse           | Platine       | 20 000 +  | 2015             |